# Astragalus kirpicznikovii
Astragalus kirpicznikovii es una especie de planta del género Astragalus, de la familia de las leguminosas, orden Fabales.

## Distribución
Astragalus kirpicznikovii se distribuye por Armenia, Azerbaiyán e Irán.

## Taxonomía
Fue descrita científicamente por Grossh. Fue publicada en Bot. Mater. Gerb. Bot. Inst. Komarova Akad. Nauk S.S.S.R. 13: 17 (1950).